# Eugenia tulanan
Eugenia tulanan är en myrtenväxtart som beskrevs av Elmer Drew Merrill. Eugenia tulanan ingår i släktet Eugenia och familjen myrtenväxter.
Artens utbredningsområde är Filippinerna. Inga underarter finns listade i Catalogue of Life.